# Dendrobium chalmersii
Dendrobium chalmersii är en orkidéart som beskrevs av Ferdinand von Mueller. Dendrobium chalmersii ingår i släktet Dendrobium, och familjen orkidéer. Inga underarter finns listade i Catalogue of Life.